# サンミュージックアカデミー
サンミュージックアカデミーは、東京都新宿区四谷に本社を置く芸能事務所「サンミュージックグループ」傘下の「サンミュージックブレーン」が運営するタレント養成校である。1988年設立。

## 概要
8都市に拠点を置き、全国規模でタレント、アーティストの発掘・育成を行っている。各地区に設置されている「総合タレント・コース」のほか、東京校には小中学生コース、専科・演技コース、専科・声優コースを設置。2016年より、お笑い部門「プロジェクトGET」の傘下にあったお笑いスクール「TOKYO☆笑BIZ」が、東京校の専科・お笑いコースとしてアカデミーに組み込まれた。

## スクール所在地
- 東京校
- 札幌校
- 新潟校
- 名古屋校
- 大阪校
- 大阪泉佐野校
- 福岡校
- 鹿児島校
- 沖縄校

### かつてあったスクール
- 秋田校
- 山形校
- 仙台校
- 富山校
- 福井校
- 岡山校
- 米子校
- 広島校
- 徳島校
- 松山校
- 大分校
- 熊本校

## 出身者
- 中山卓也（福井校）
- 垣内彩未（名古屋校）
- セーラ（東京校）
- 石丸佐知（徳島校）
- 藤岡みなみ（大阪校～東京校）
- 加藤るみ（名古屋校）
- 小松美咲（名古屋校）
- 松原陽子（名古屋校）
- 中川梨花（札幌校）
- 天満貴音（東京校）
- さんみゅ〜（西園みすず（大阪校）、野田真実（大阪校）、木下綾菜（東京校）、新原聖生（鹿児島校）、小林弥生（大阪校））

### TOKYO☆笑BIZ
- カルメンおじさん（1期生）
- ぽ〜くちょっぷ（2期生）
- ワンツーギャンゴ（2期生）
- わらふぢなるお・ふぢわら（2期生）
- メイプル超合金・カズレーザー（4期生）
- サッチ（5期生）
- サツキ・ムネタ（7期生）